# أربطة كوبر
أربطة كوبر (تعرف أيضًا باسم أربطة كوبر المعلقة للثدي والحواجز الكولاجينية الليفية) هي نسيج ضام من الثدي يساعد في المحافظة على الكمال البنيوي. سُميت على اسم أستلي كوبر، الذي كان أول من وصفها في عام 1840. تظهر تشريحيًا باستخدام التصوير المقطعي الانتقالي.
لا يجب الخلط ما بين أربطة كوبر المعلقة والأربطة العانية (التي تدعى أحيانًا أربطة كوبر الإربية) التي تشترك بنفس المسمى. وكذلك، تُدعى الألياف المتوسطة و/أو القسم المستعرض من الرباط الجانبي الزندي بأربطة كوبر في بعض الأحيان.

## التشريح
تمتد الأربطة من عظم الترقوة واللفافة الترقوية الصدرية، وتتفرع من خلال وحول نسيج الثدي إلى أدمة الجلد المغطية للثدي. يعلق الرباط السليم الثدي من الترقوة واللفافة الباطنة العميقة للجزء العلوي من الصدر. ما يدعم وضعيته الطبيعية، ويحافظ على شكله الطبيعي. تتدلى أنسجة الثدي (التي تكون أثقل من الدهون المحيطة) بسبب وزنها بدون الدعم الداخلي لهذا الرباط، وتفقد شكلها ومعالمها الطبيعية.

## المرضيات
تلعب أربطة كوبر المعلقة دورًا هامًا في تغير مظهر الثدي الذي غالبًا ما يرافق التطور الالتهابي السرطاني للثدي، إذ يسبب انسداد القنوات اللمفية المحلية تورمًا في الثدي. يأخذ الجلد مظهر الرصَعات (انخفاضات ضئيلة) يشبه قشر البرتقال (بالفرنسية: peau d'orange) بما أنه يبقى مربوطًا بأربطة كوبر المعلقة. قد تقلل السرطانات أيضًا من طول أربطة كوبر المعلقة ما يؤدي للترصع.

## علاقتها بالتدلي
تعتقد العديد من النساء أن سبب التدلي هو فشل أربطة كوبر في دعم نسيج الثدي. لكن في الواقع، يتعلق التدلي جزئيًا بعوامل وراثية، لكن الدراسات العلمية وجدت أن أكبر العوامل التي تؤثر على التدلي هي تدخين السجائر، ومشعر كتلة جسم المرأة، وعدد الحمول، وحجم الأثداء قبل الحمل، وعمر المرأة.
تعتقد العديد من النساء بشكل غير صحيح أن ارتداء حمالات الصدر يمنع الأثداء من التدلي في وقت لاحق من حياتهن وأن الدعم الذاتي للأثداء تشريحيًا غير ممكن. لكن صانعي حمالات الصدر وضحوا أن حمالات الصدر تؤثر فقط على شكل الأثداء عندما تُرتدى، بسبب تشكل الأثداء من النسج الدهنية لا من العضلات.
قد تسبب الأثداء الثقيلة من الناحية المرضية ألمًا في المنطقة الصدرية العلوية للمرأة، لكن قد يكون ذلك بسبب حمالة صدر غير مناسبة. تشير العديد من التقارير أن 80-85% من النساء يرتدين المقاس الخاطئ من حمالة الصدر.
يحدث التدلي عند النساء في منتصف العمر بسبب مجموعة من العوامل. إذا أنجبت المرأة أطفالًا، فإن التغيرات الهرمونية التي تحدث بعد الولادة سوف تسبب ضمورًا في غدد الحليب المستنفذة. يتمدد الجلد المغلف للثدي عند النساء اللواتي يختبرن عدة حمول متكررة خلال عملية  تحفل الثدي (امتلاء الثدي) وقت الرضاعة. بالإضافة لتقلص حجم غدد الحليب الكبيرة بعد ولادة كل طفل، ما يساهم بشكل أكبر في حدوث التدلي. مع نمو حجم ثديي المرأة خلال الحمول المتكررة، تتمدد أربطة كوبر التي تحافظ على وضعية الغدد الثديية على الصدر وتخسر قوتها تدريجيًا. قد تتمدد أيضًا أنسجة الثدي وأربطة كوبر المعلقة في حال اكتسبت المرأة وزنًا أو خسرت وزنًا أو في حال كانت بدينة.

## الثقافة الشعبية
- يشير الكاتب صامويل شيم، في روايته «منزل الإله» لأربطة كوبر (Cooper’s Droopers) «تدليات كوبر»، التي تعود لتطور فقدانهم للتوتر.
- في رواية روبرت إل. فوروارد «بيضة التنين»، تفترض إحدى الشخصيات أنها تعرضت لنوبة عابرة من «تدلي كوبر العكسي» (بالإنجليزية: Reverse Cooper's Droop) عندما حطم مجهولون من كائناتها الفضائية الصغيرة رقعة من نسيج سرطاني في ثدييها باستخدام أشعة سينية مركزة بدقة.[14]